# Dwight Foster
Dwight Foster (ur. 7 grudnia 1757, zm. 29 kwietnia 1823) – amerykański prawnik i polityk z Massachusetts.
W latach 1793–1800 reprezentował stan Massachusetts w Izbie Reprezentantów Stanów Zjednoczonych.
W latach 1800–1803 z ramienia Partii Federalistycznej zasiadał w Senacie Stanów Zjednoczonych jako przedstawiciel stanu Massachusetts.
Jego brat, Theodore Foster, również zasiadał w Senacie Stanów Zjednoczonych jako przedstawiciel stanu Rhode Island.